# علیرضا میبدی
علیرضا میبدی (زادهٔ ۱۳۳۳) شاعر، ترانه‌سرا، مجری و برنامه‌ساز رادیو و تلویزیون ساکن لس‌آنجلس است. او کتابی از مجموعه سروده‌های خود به نام «زیر چراغ ماه» منتشر کرده‌است. میبدی برنامهٔ «یاران» را برای تلویزیون ملی ایران (NITV)، تلویزیون پارس و رادیوی صدای ایران ساخته است که در آن دربارهٔ موضوعات و مسائل سیاسی بحث و گفت‌وگو می‌کند. همچنین برنامه روزانه رادیویی به نام همراه با علیرضا میبدی از رادیو همراه را دارد.
او همچنین زندگی‌نامه مولانا را به صورت صوتی انتشار داد.
میبدی پیش از انقلاب ۱۳۵۷ از مجریان تلویزیون ملی ایران بود. میبدی در اسفند ۱۳۵۵، سردبیری  ماهنامه بنیاد منتشر شده توسط بنیاد اشرف پهلوی و تحت حمایت اشرف، خواهر پادشاه وقت ایران، را شروع کرد. مطالب این ماهنامه شباهت بسیاری به غرب‌زدگی احمد فردید و جلال آل‌احمد داشت. 

## ترانه‌شناسی
علیرضا میبدی آثاری در زمینه ترانه دارد. یکی از شاخص ترین این آثار، ترانه «ایران ایران» با آهنگسازی عماد رام است که در طول سالیان متمادی به دلیل زیبایی و روانی کلام و آهنگ چندین بار توسط خوانندگان مختلفی چون ستار بازخوانی شده و از طرف ایرانیان در سرتاسر جهان مورد اقبال قرار گرفته و یکی از به یادماندنی ترین آثاریست که در وصف ایران سروده شده است.در ادامه بخشی از سروده های علیرضا میبدی آورده شده است .
| خواننده       | نام ترانه               | ترانه‌سرا     | آهنگساز        | تنظیم                  |
| ------------- | ----------------------- | ------------ | -------------- | ---------------------- |
| مازیار        | ایران ایران             | علیرضا میبدی | عماد رام       | محمد شمس               |
| مرجان         | وطن                     | علیرضا میبدی | عماد رام       | محمد شمس               |
| معین          | چه کنم عاشق ایرانم من   | علیرضا میبدی | جهانبخش پازوکی | کاظم عالمی             |
| مهرداد آسمانی | خانومی                  | علیرضا میبدی | مهرداد آسمانی  | منوچهر چشم‌آذر          |
| مهرداد آسمانی | خونه                    | علیرضا میبدی | مهرداد آسمانی  | شوبرت آواکیان          |
| نوش آفرین     | اگه بودی                | علیرضا میبدی | مهرداد آسمانی  | فرهاد مرفه (برایان وی) |
| نوش آفرین     | عشقِ کامل                | علیرضا میبدی | مهرداد آسمانی  | منوچهر چشم‌آذر          |
| مهستی         | مهمان                   | علیرضا میبدی | مهرداد آسمانی  | منوچهر چشم‌آذر          |
| مهستی و ستار  | بوی نون و بوی گندم      | علیرضا میبدی | مهرداد آسمانی  | منوچهر چشم‌آذر          |
| ستار          | از تو چی مونده باقی     | علیرضا میبدی | مهرداد آسمانی  | منوچهر چشم‌آذر          |
| امید          | لیلا                    | علیرضا میبدی | صادق نوجوکی    | صادق نوجوکی            |
| امید          | خانه‌ی بی‌سقف             | علیرضا میبدی | جهانبخش پازوکی | عارف شکوری             |
| فرخ           | گلی جون                 | علیرضا میبدی | مهرداد آسمانی  | مهداد زند کریمی        |
| فرخ           | زنگ مدرسه               | علیرضا میبدی | مهرداد آسمانی  | منوچهر چشم‌آذر          |
| فرخ           | سکه بهاری               | علیرضا میبدی | مهرداد آسمانی  | منوچهر چشم‌آذر          |
| فرخ           | نون قندی                | علیرضا میبدی | مهرداد آسمانی  | منوچهر چشم‌آذر          |
| فرخ           | بهار خانوم              | علیرضا میبدی | مهرداد آسمانی  | شوبرت آواکیان          |
| فرخ           | دوست دارم خیلی کوچیک شم | علیرضا میبدی | مهرداد آسمانی  | شوبرت آواکیان          |
| فرخ           | نسیم خانوم              | علیرضا میبدی | فرخ            | شوبرت آواکیان          |
| فرخ           | فرشته                   | علیرضا میبدی | فرخ            | شوبرت آواکیان          |
| فرخ           | طلا                     | علیرضا میبدی | صادق نوجوکی    | صادق نوجوکی            |
| فرخ           | دل بیچاره               | علیرضا میبدی | صادق نوجوکی    | صادق نوجوکی            |